# Gracilinanus marica
Espèce
Répartition géographique
Statut de conservation UICN

 LC  : Préoccupation mineure
Gracilinanus marica est une espèce d'opossum de la famille des Didelphidae. Il est originaire de Colombie et du Vénézuela.